# Drosophila hirtipalpus
Drosophila hirtipalpus är en tvåvingeart som beskrevs av Elmo Hardy och Kaneshiro 1968. Drosophila hirtipalpus ingår i släktet Drosophila och familjen daggflugor.
Artens utbredningsområde är Hawaii.